# Dolina Mięguszowiecka

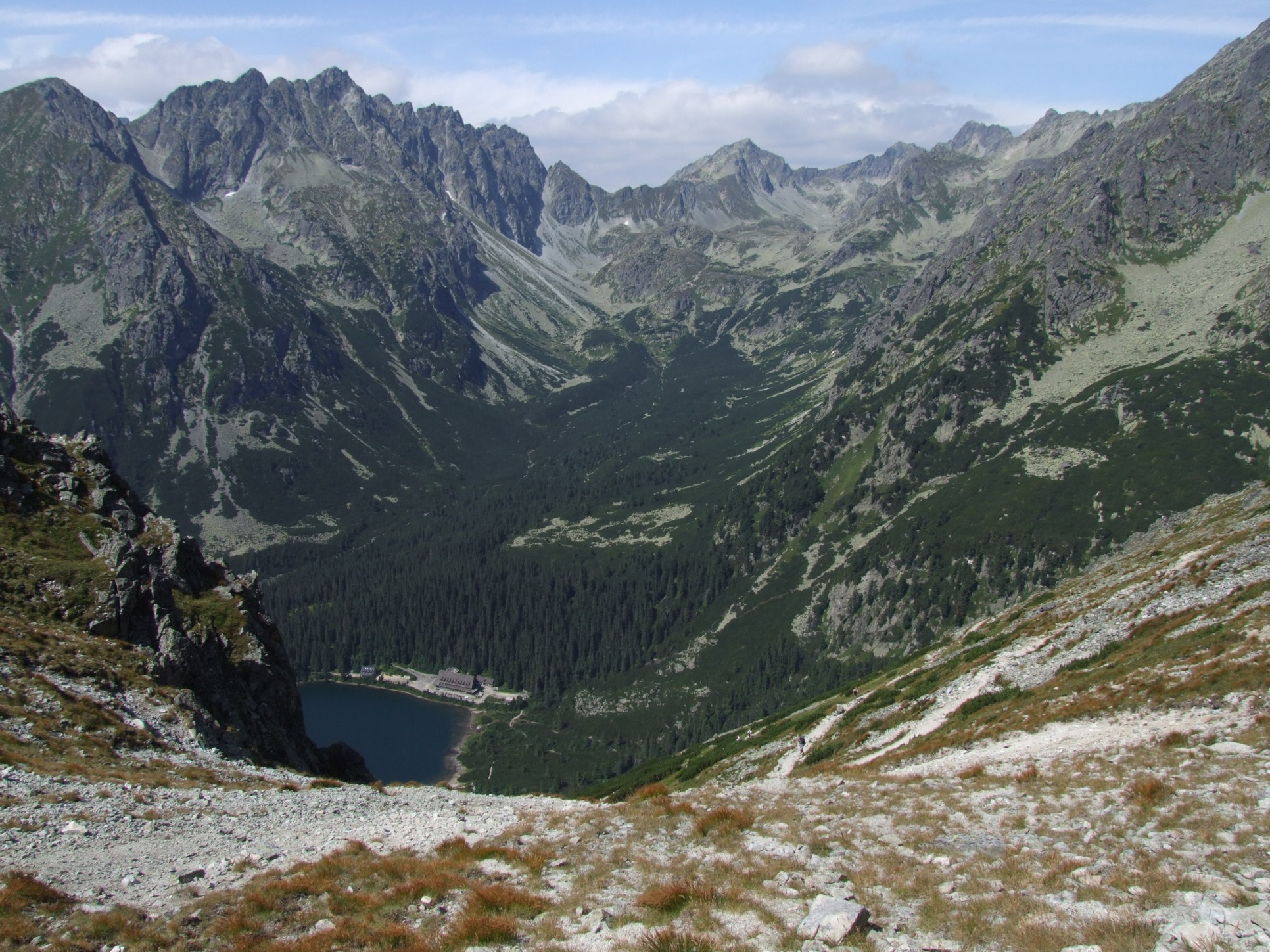
Dolina Mięguszowiecka i Popradzki Staw. Widok z Osterwy

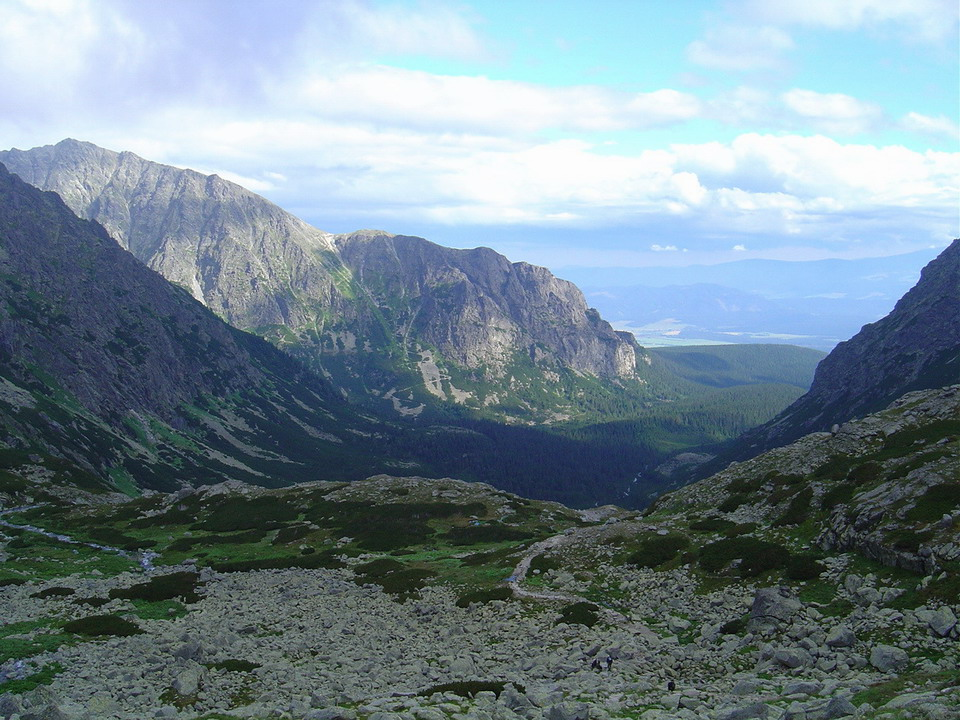
Środkowe i dolne piętro Doliny Mięguszowieckiej. W głębi Tępa i Osterwa

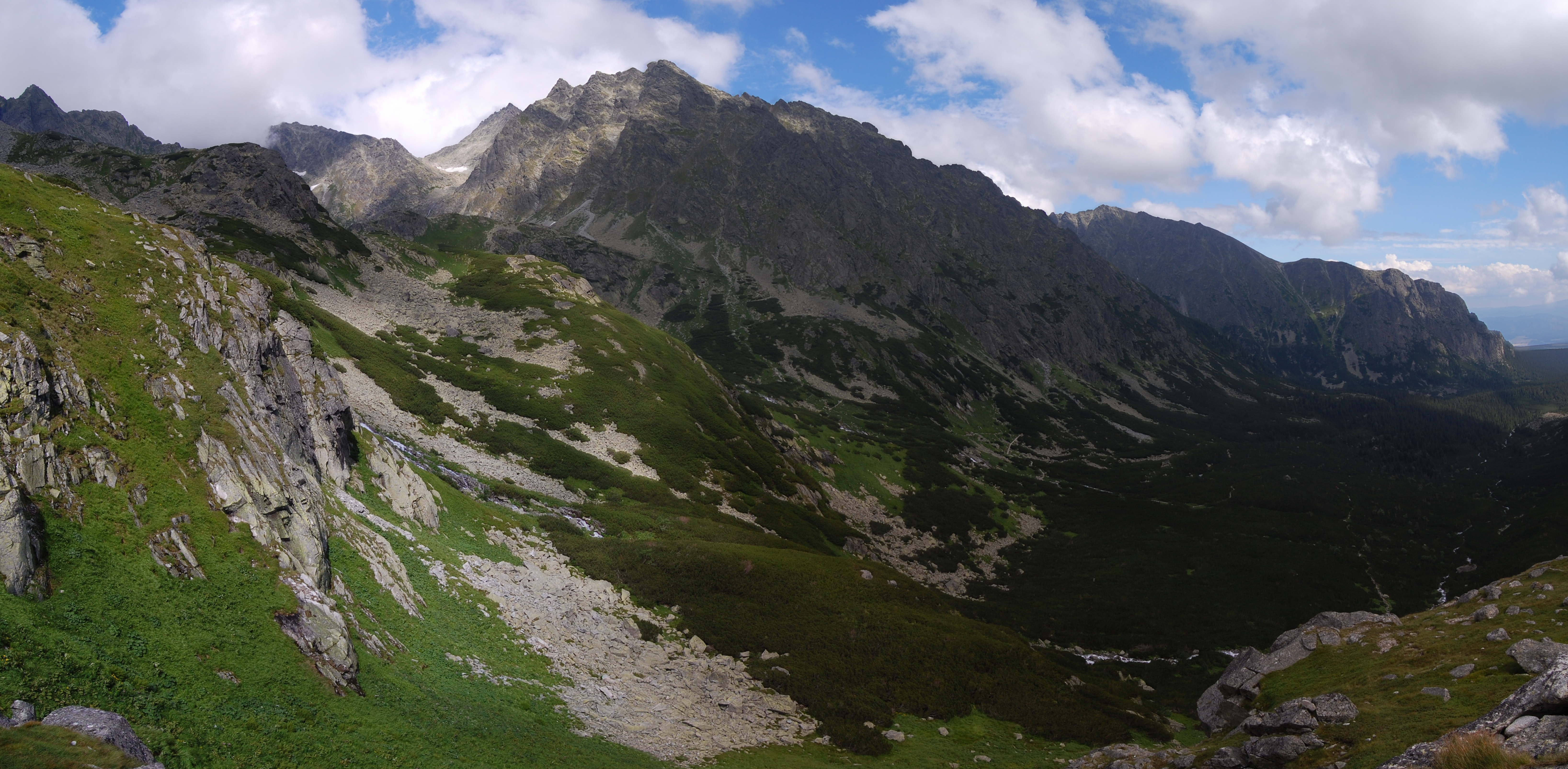
Widok z doliny na Popradzką Grań i masyw Osterwy (po prawej)

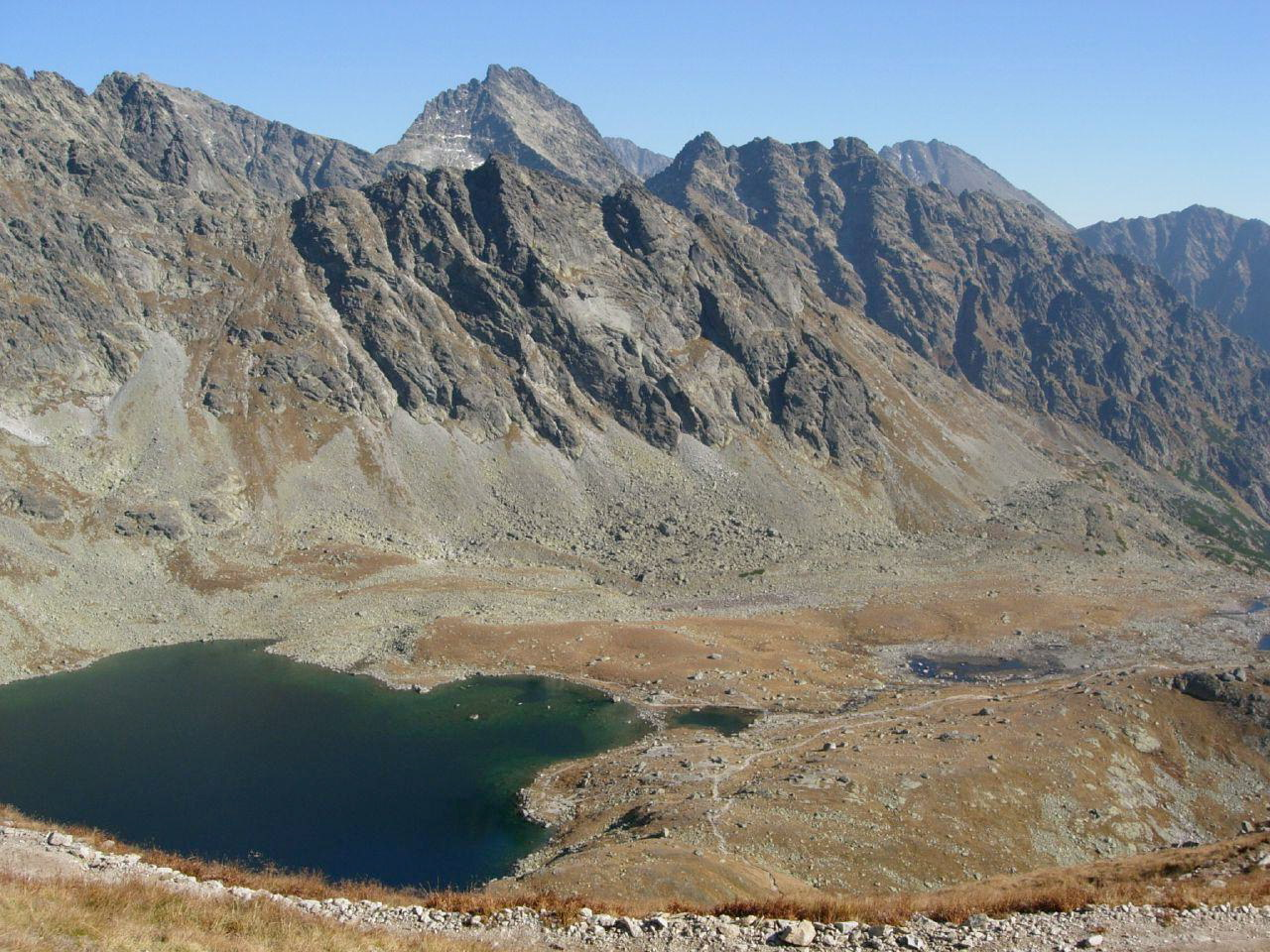
Wielki Hińczowy Staw, ponad nim Wołowiec Mięguszowiecki i Wysoka

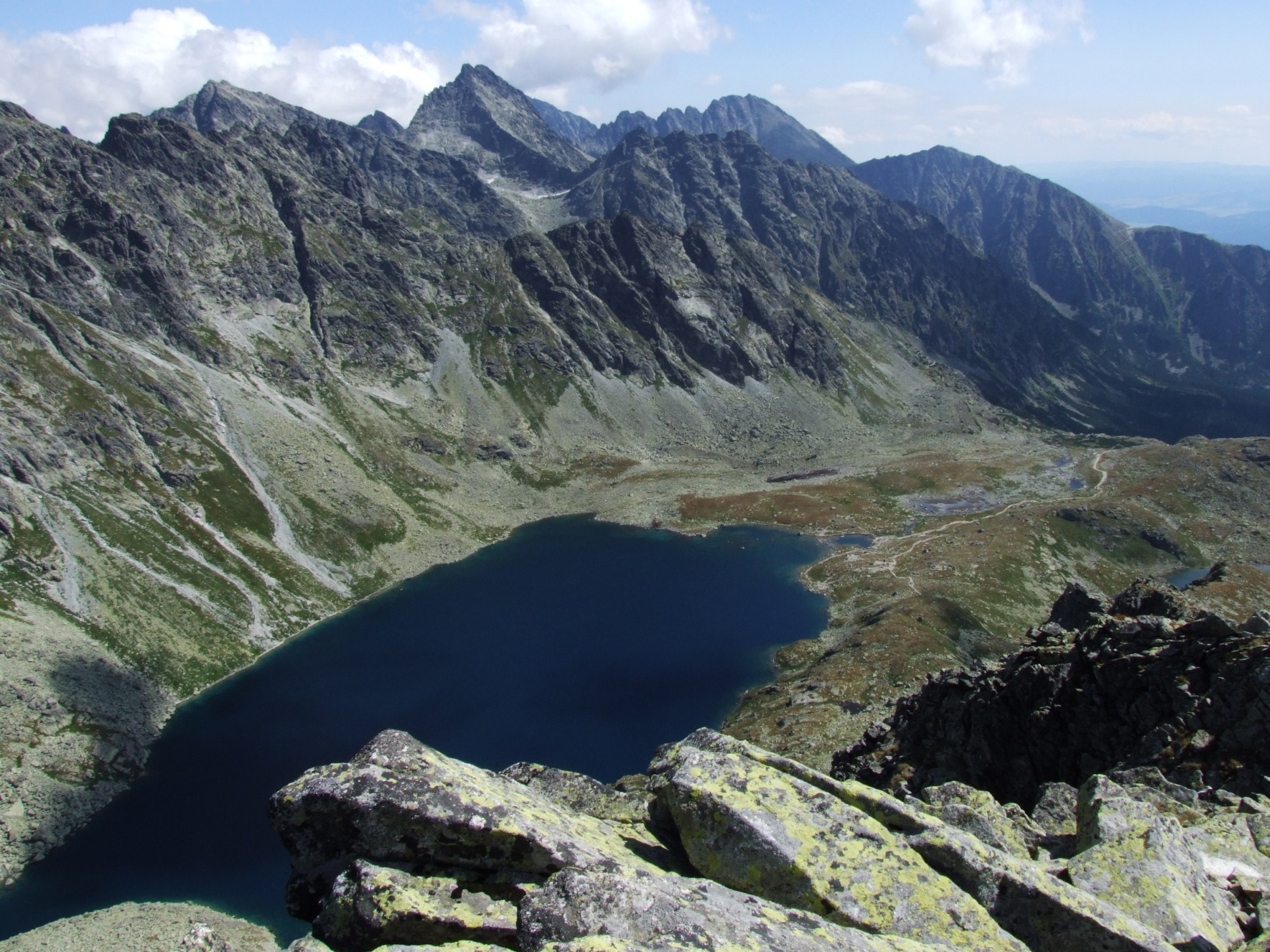
Dolina Hińczowa

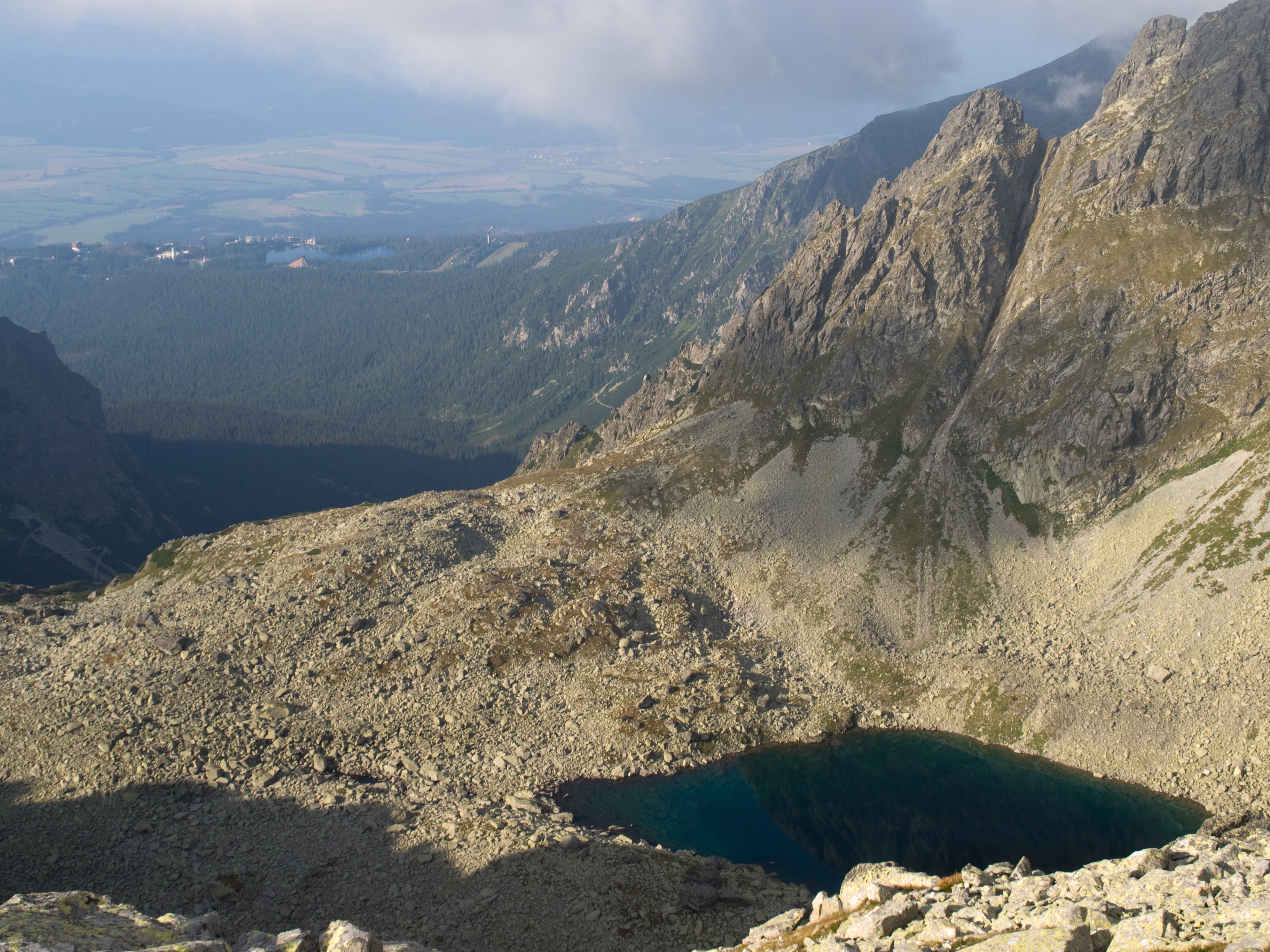
Smoczy Staw

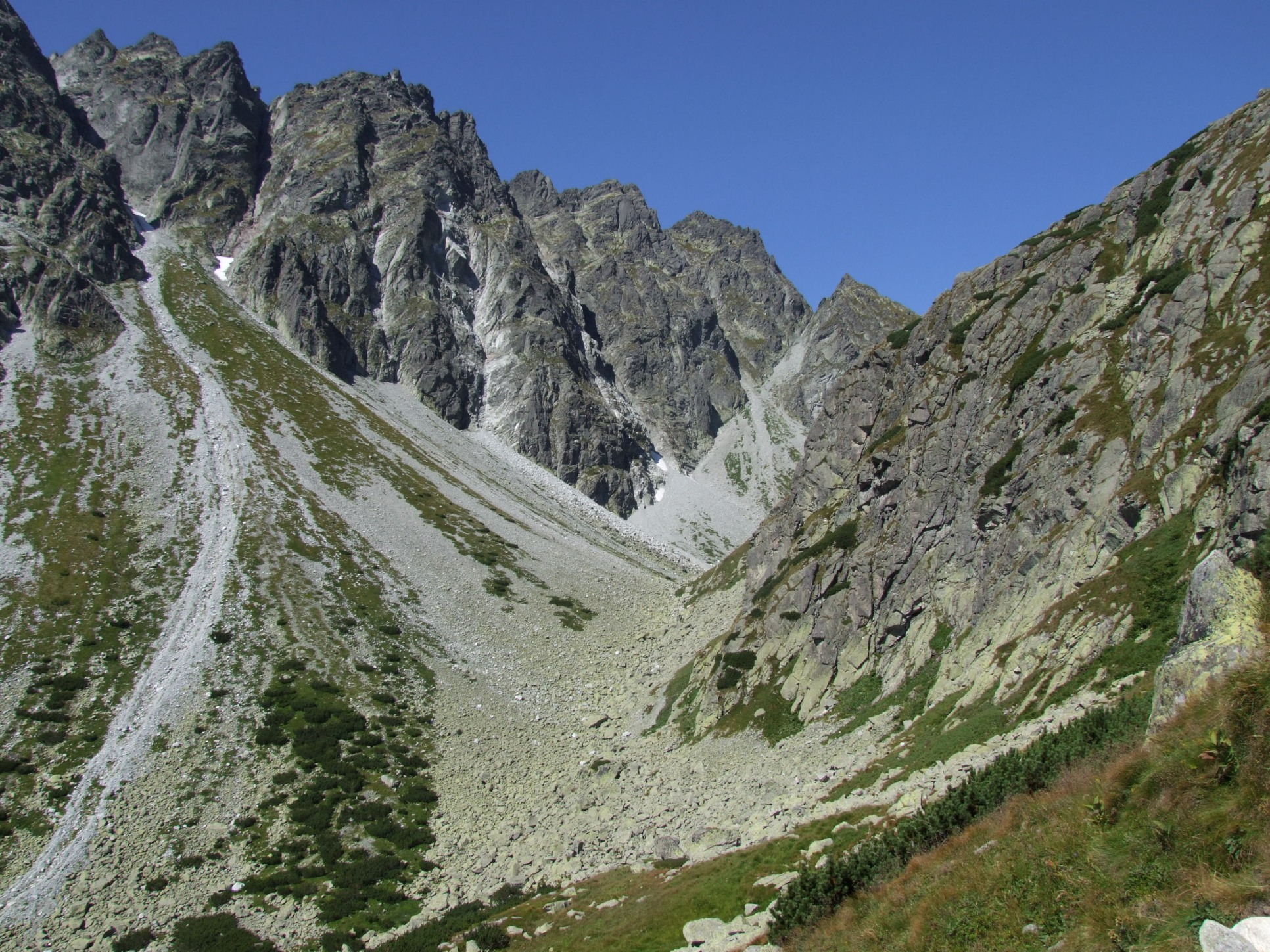
Dolinka Szatania

Dolina Mięguszowiecka (słow. Mengusovská dolina, niem. Mengsdorfer Tal, węg. Menguszfalvi-völgy) – jedna z większych dolin walnych położonych po południowej stronie Tatr Wysokich na Słowacji o długości ok. 7,5 km i powierzchni ok. 16,0 km².

## Topografia
Dolina rozszerza się w części środkowej i wachlarzowato rozgałęzia na doliny boczne: w środkowej części, w kierunku południowo-wschodnim znajduje się Dolina Złomisk (Zlomisková dolina) rozgałęziona w wyższych partiach na Dolinkę Rumanową (Rumanova dolinka) i Dolinkę Smoczą (Dračia dolinka). Wyższe piętra Doliny Mięguszowieckiej to: Kotlinka pod Wagą (dolinka pod Váhou), Dolina Żabia Mięguszowiecka (Žabia dolina mengusovská) z Kotłem Żabich Stawów Mięguszowieckich (kotlina Žabích plies), Dolina Hińczowa (Hincova kotlina) i niewielka Dolinka Szatania (Satania dolinka). W ograniczającą ją od zachodu Grań Baszt wcina się licznymi żlebami: Szeroki Żleb (Široký žľab), Czerwony Żleb (Červený žľab), Szatani Żleb (Satanov žľab).
Dolina Mięguszowiecka graniczy:
- od południowego wschodu z dolinami: Stwolską (Štôlska dolina) i Wielkiej Huczawy (dolina Veľkej Hučavy), rozdziela je grań odchodząca od Kończystej (Končistá) przez Stwolską Przełęcz (Lúčne sedlo), Tępą (Tupá, 2285 m), po masyw Osterwy (Ostrva, 1979 m),
- od wschodu z Doliną Batyżowiecką (Batizovská dolina), rozdziela je Grań Kończystej (hrebeň Končistej) od Kończystej przez Stwolską Turnię (Štôlska veža, 2463 m), Małą Kończystą (Malá Končistá, 2450 m), Turnię nad Drągiem (Veža nad Ľadovým plesom, 2417 m) do Zmarzłego Szczytu (Popradský Ľadový štít),
- od północy z odgałęzieniami Doliny Białki:
  - na terenie Słowacji, z Doliną Białej Wody (Bielovodská dolina), a dokładniej z jej odnogami:
    - Doliną Kaczą (Kačacia dolina), rozdziela je główna grań Tatr od Zmarzłego Szczytu przez dwie przełęcze Żelazne Wrota (Železná brána), Żłobisty Szczyt (Zlobivá), Rumanowy Szczyt (Rumanov štít) po Ganek (Gánok),
    - Doliną Ciężką (Ťažká dolina), rozdziela je kolejny odcinek głównej grani od Ganku przez Wysoką (Vysoká), Ciężki Szczyt (Ťažký štít), Wagę (Váha) po Rysy (Rysy),

  - oraz z położoną na terenie Polski Doliną Rybiego Potoku (Dolina Rybieho potoka), rozdziela je główna grań Tatr od Rysów przez Żabiego Konia (Žabí kôň), Wołowy Grzbiet (Volí chrbát), Mięguszowieckie Szczyty (Mengusovské štíty) do Cubryny (Čubrina),
- od północnego zachodu z dolinami należącymi do systemu Doliny Koprowej (Kôprová dolina): Ciemnosmreczyńską (Temnosmrečinská dolina) i Hlińską (Hlinská dolina), rozdziela je główna grań odnogi Krywania (Hlavná os hrebeňa Kriváňa) odchodząca od Cubryny przez Koprowy Wierch (Kôprovský štít), Wyżnią Koprową Przełęcz (Vyšné Kôprovské sedlo, 2180 m), Hlińską Turnię (Hlinská veža, 2340 m),
- od zachodu z Doliną Młynicką, rozdziela je odchodząca od Hlińskiej Turni w kierunku południowo-wschodnim Grań Baszt (Hrebeň bášt) z kulminacjami w Zadniej Baszcie (Zadná bašta, 2379 m), Szatanie (Satan, 2421 m), Pośredniej Baszcie (Predná bašta, 2373 m), Małej Baszcie (Malá bašta, 2287 m) oraz w Skrajnej Baszcie (Patria, 2202 m).

## Geomorfologia i rzeźba terenu
Obszar doliny zbudowany jest z granitów, a jej rzeźbę ukształtowały lodowce. Świadczą o tym dobrze zachowane moreny boczne i środkowe, progi dolinne oddzielające kolejne piętra doliny, wyraźnie ukształtowane kotły lodowcowe i wygładzone przez lodowiec bule skalne. Podczas maksymalnego rozwoju lodowiec wypełniający Dolinę Mięguszowiecką łączył się z lodowcem sąsiedniej Doliny Młynickiej w jeden lodowiec piedmontowy. Miał on powierzchnię 3900 ha, grubość 200 m i wyniósł na swoje przedpole największe w całych Tatrach zwały moren. Zajmują one powierzchnię 20 km², a ich łączna objętość wynosi 1,7 km³.
Dolina jest otwarta w kierunku południowym, o dość wąskiej i zalesionej części dolnej, wyżej krajobraz zmienia się na alpejski. W 1906 r. Walery Eljasz-Radzikowski pisał o niej: „...dolina ta wybija się na czoło, należy w ogóle do najbardziej tatrzańskich, jeśli tak powiemy, zjawisk w Tatrach”.

## Sieć wodna
Doliną płynie Mięguszowiecki Potok (Hincov potok) wypływający z Wielkiego Hińczowego Stawu. Jego dopływem jest Żabi Potok (Žabí potok mengusovský) biorący początek z Żabich Stawów. Ze Zmarzłego Stawu wypływa Zmarzły Potok (Ľadový potok) wpadający do Popradzkiego Stawu, z którego wypływa potok Krupa (Krupa) łączący się z Mięguszowieckim Potokiem w rzekę Poprad (Poprad). W Dolinie Mięguszowieckiej płynie jeszcze kilka mniejszych potoków: Szatani Potok (Satanov potok) i Mały Hińczowy Potok (Malý Hincov potok) – dopływy Hińczowego Potoku, Smoczy Potok (Dračí potok) i Rumanowy Potok (Rumanov potok) – dopływy Zmarzłego Potoku.
We wnętrzu doliny znajdują się liczne stawy. Największy z nich to Popradzki Staw (Popradské pleso) nazywany także „Mięguszowieckim Stawem” lub „Małym Rybim Stawem”. Położony jest on na wysokości 1494 m n.p.m., ma 6,9 ha powierzchni i 17,6 m głębokości. Najgłębszym jest Wielki Hińczowy Staw (jest to równocześnie najgłębszy staw w całych Tatrach Słowackich). Łącznie w dolinie znajduje się 7 większych stawów oraz kilka mniejszych.

## Historia
Od najdawniejszych czasów właścicielami doliny był ród Máriássych z Batyżowiec. W latach 1897–1898 część doliny kupił Christian Hohenlohe i dołączył do swojego rezerwatu myśliwskiego. W 1928 r. teren doliny wykupił rząd Czechosłowacji i przeznaczył na zalążek TANAP-u. Niegdyś dolina była wypasana, w XIX w. wypasano tutaj głównie woły. W 1879 r. Walery Eljasz-Radzikowski pisał o ścieżkach wydeptanych ku Żabim Stawom przez woły. Penetrowali ją poszukiwacze skarbów, a Ludwik Zejszner w 1855 r., pisząc o płatach śniegu w Dolinie Hińczowej, dodał: „pod którymi lud prawi, że leżą bogate żyły złota”. Prowadzono też w niektórych miejscach prace górnicze (m.in. w Grani Baszt).
Dolina Mięguszowiecka należy do dolin często odwiedzanych przez uczonych, turystów i taterników. W 1813 r. był tutaj szwedzki botanik Göran Wahlenberg, on też wspomina o kolebie Nachtstein (najprawdopodobniej o Kolebie Wolarskiej). Nad brzegiem Popradzkiego Stawu znajduje się schronisko (Chata pri Popradskom plese). Obok przebiega trasa Magistrali Tatrzańskiej. Dawniej zielone znaki odchodzące przy Wielkim Hińczowym Stawie prowadziły także na Mięguszowiecka Przełęcz pod Chłopkiem (Mengusovské sedlo), ale szlak od strony Słowacji został zamknięty i wejście jest możliwe tylko od strony polskiej. Przy szlaku na Rysy, w Kotlince pod Wagą, znajduje się najwyżej położone schronisko w Tatrach – schronisko pod Rysami (Chata pod Rysmi). Obecnie dolina jest jedną z częściej zwiedzanych przez turystów dolin tatrzańskich, liczni są tutaj turyści polscy. W jej otoczeniu znajduje się wiele stromych ścian, na których wspinają się taternicy.
W pobliżu Popradzkiego Stawu mieści się Tatrzański Cmentarz Symboliczny (Symbolický cintorín), pamiątka ofiar gór.
20 stycznia 1974 r. o godz. 10.40 w Dolinie Mięguszowieckiej wydarzyła się największa jak do owej pory katastrofa lawinowa w Tatrach. Żlebem spod Przełęczy nad Skokiem w Grani Baszt zeszła potężna lawina, która przewaliła się przez Mięguszowiecki Potok i wdarła 140 m na przeciwległy stok, wspinając się na niego z rozpędu aż 44 m w górę. Na stoku tym, na śnieżnym pólku trenowali z instruktorem uczestnicy kursu narciarskiego ze słowackiego Technikum Budowlanego. Lawina przysypała 24 z nich. Dzięki błyskawicznej akcji ratunkowej (było to tylko 400 m od schroniska nad Popradzkim Stawem) udało się odgrzebać spod śniegu 11 płycej przywalonych. W ciągu następnych godzin i kilku dni liczne zespoły ratunkowe (z pomocą przyszło również wojsko) odgrzebały ciała 10 uczestników kursu; wśród nich nauczyciela z 12-letnim synem. Pies wskazał miejsce, gdzie po 5 godzinach od zejścia lawiny wydobyto żywego 18-latka przywalonego metrową warstwą śniegu. Ciała dwóch uczniów udało się znaleźć dopiero wiosną po stopieniu się śniegu.
Zimą jako pierwszy nad Popradzkim Stawem był Viktor Lorenc 22 grudnia 1877 r. Całą dolinę przeszli zimą jako pierwsi Theodor Wundt i przewodnik Jakob Horvay w dniach 9–10 kwietnia 1884 r.

## Szlaki turystyczne
– przez całą długość doliny prowadzi niebieski szlak od stacji Popradské pleso Tatrzańskiej Kolei Elektrycznej, wiodący wzdłuż potoku Krupa do Rozdroża przy Popradzkim Stawie, stąd dalej nad Wielki Hińczowy Staw i na Wyżnią Koprową Przełęcz.
- Czas przejścia od stacji do Rozdroża nad Popradzkim Stawem: 1 h, ↓ 35 min
- Czas przejścia od Rozdroża nad Popradzkim Stawem do Rozdroża nad Żabim Potokiem: 30 min w obie strony
- Czas przejścia od rozdroża na Koprową Przełęcz: 1:45 h, ↓ 1:15 h

  – znakowana czerwono Magistrala Tatrzańska na odcinku ze Szczyrbskiego Jeziora przez Rozdroże przy Popradzkim Stawie na Przełęcz pod Osterwą.
- Czas przejścia ze Szczyrbskiego Jeziora do rozdroża: 1:15 h, ↓ 1:05 h
- Czas przejścia od rozdroża na przełęcz: 1:30 h, ↓ 45 min

    – alternatywny szlak dojściowy nad Popradzki Staw, odgałęziający się od czerwonego i biegnący doliną wzdłuż Hińczowego Potoku. Czas przejścia tą trasą ze Szczyrbskiego Jeziora nad Popradzki Staw: 1:15 h, ↓ 1:05 h
  – żółty szlak znad Popradzkiego Stawu do Tatrzańskiego Cmentarza Symbolicznego Cmentarza i w dół do Doliny Mięguszowieckiej. Czas przejścia w obie strony: 45 min
  – czerwony szlak, odgałęziający się od niebieskiego w Rozdrożu nad Żabim Potokiem i biegnący Doliną Żabią Mięguszowiecką przez Wagę na Rysy. Czas przejścia od rozdroża na szczyt: 2:45 h, ↓ 2 h